# Madonna di Provenzano

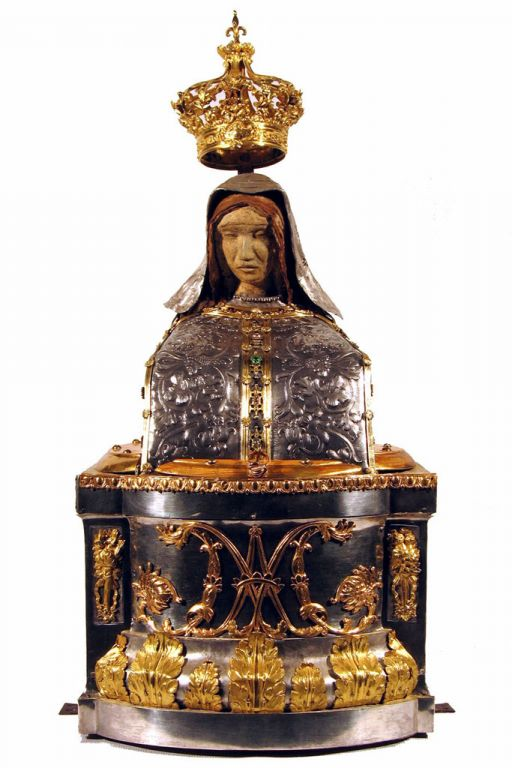
Madonna di Provenzano

La Madonna di Provenzano, venerata col titolo di Advocata nostra è un busto in terracotta che rappresenta la Beata Vergine Maria, patrona della città di Siena. L'immagine, rivestita da un'ottocentesca lamina d'argento e pietre preziose, è conservata a Siena nella chiesa di Santa Maria di Provenzano.

## Il culto
La denominazione di Provenzano è dovuta all'omonimo antico rione nel quale sorge il Santuario. In questa zona si trovavano infatti le case di proprietà della famiglia di Provenzano Salvani, eroe ghibellino della battaglia di Montaperti (1260), citato da Dante Alighieri nella Divina Commedia (Purgatorio XI, 109-142).
La tradizione popolare narra che sul muro esterno di una delle case del rione fosse collocata un'immagine in terracotta smaltata, raffigurante il tema della Pietà, lì collocata, secondo il racconto, da Santa Caterina da Siena.

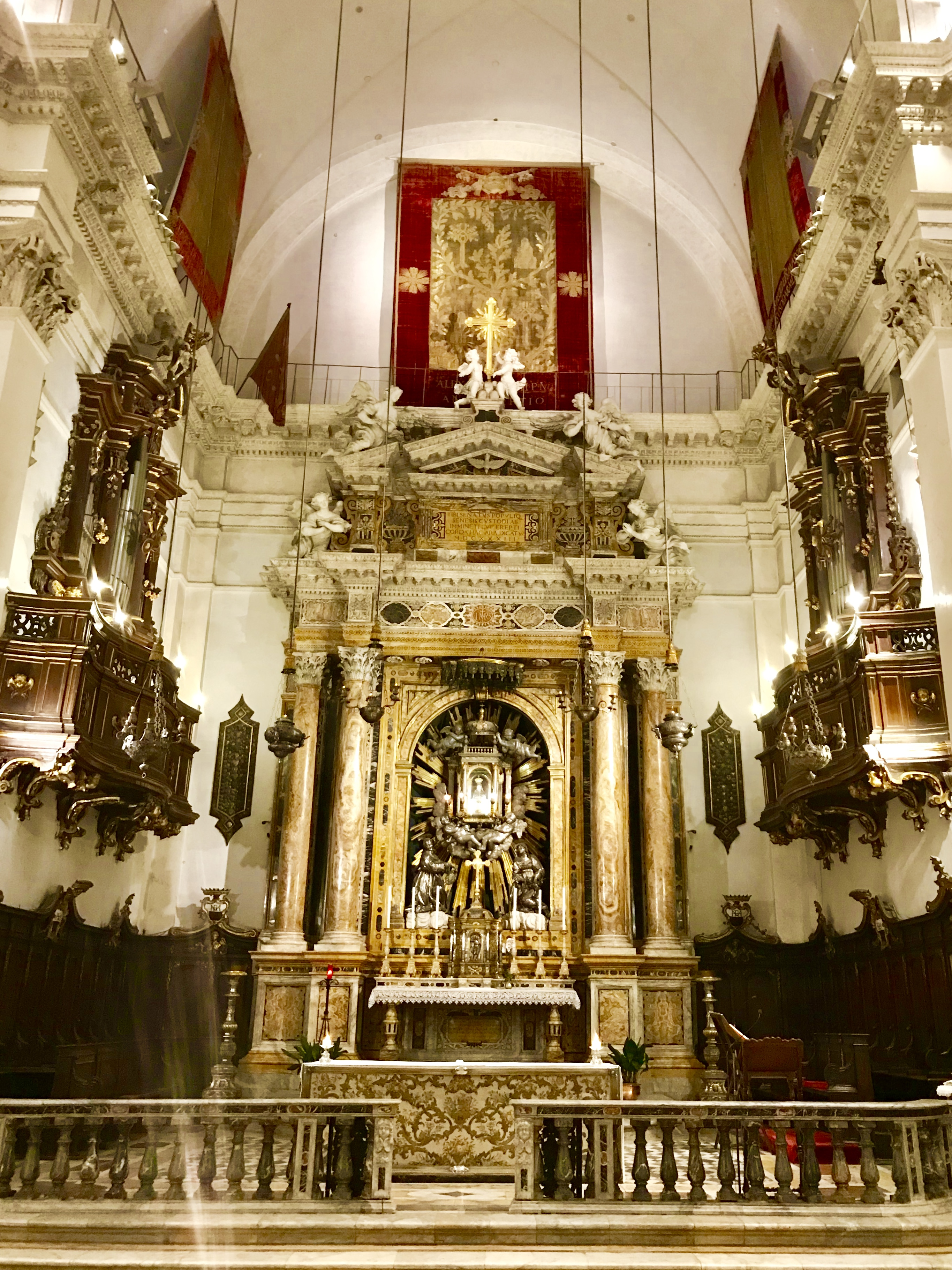
Altare maggiore della chiesa di Santa Maria di Provenzano che custodisce l'immagine della Madonna

Intorno alla metà del Cinquecento, durante i giorni dell'occupazione di Siena da parte delle truppe imperiali di Carlo V, che decretò la fine dell'antica Repubblica (1555), accadde che un archibugiere spagnolo, forse per una bravata, sparò un colpo contro l'immagine sacra, lasciando integro il busto della Madonna e distruggendone le braccia e il resto della figura. La scultura divenne subito un simbolo della ferita che l'occupazione straniera aveva inferto alla dignità di Siena; l'immagine della Vergine fu ricomposta nella sua edicola e divenne immediatamente oggetto di speciale venerazione da parte dei senesi e il motivo di riscatto per un intero rione, quello di Provenzano, tra i più degradati della città.
Il 1594 fu chiamato l'"anno de' miracoli", in quanto la Santa Sede approvò una serie di fatti prodigiosi avvenuti per l'intercessione della Vergine Maria venerata in Provenzano e stabilì, unitamente alle Magistrature civiche, che si dovesse procedere alla costruzione di un santuario per collocare decorosamente l'immagine e agevolare il grande afflusso di pellegrini e la loro accoglienza. I lavori, affidati agli architetti senesi don Domenico Schifardini e, soprattutto, Flaminio Del Turco. Quest'ultimo, dopo l'approvazione del nuovo progetto, dato che le fondamenta non erano sicure, spostò la chiesa, iniziò i lavori nel 1595. La chiesa venne consacrata nel 1611 anche se i lavori continuarono fino al 1627, data dell'ultimo pagamento. Il tempio, intitolato alla visitazione della Beata Vergine Maria a Santa Elisabetta, fu dedicato con rito liturgico il 16 ottobre 1611 dall'arcivescovo di Siena Camillo Borghesi, e il 23 ottobre successivo, con una solenne processione che attraversò tutte le vie della città, venne traslata nel nuovo santuario la sacra immagine, venerata da allora col titolo di Advocata nostra. Il 1 novembre 1681, alla presenza del cardinale senese Flavio Chigi, nipote di papa Alessandro VII, l'immagine fu incoronata con un prezioso diadema per conto del Capitolo Vaticano, che aveva il privilegio di incoronare le immagini di devozione.
La nuova chiesa, eretta nel 1634 da papa Urbano VIII in Insigne Collegiata, divenne il cuore della devozione mariana dei Senesi in epoca moderna e contemporanea. Molte sono state nei secoli le attestazioni di gratitudine alla Madonna da parte di umili fedeli e grandi personaggi della storia locale, come dimostrano le importanti committenze artistiche all'interno della Collegiata e i numerosi ex-voto ancora oggi offerti alla Madonna di Provenzano.
Il 2 luglio, festa della Visitazione nell'antico calendario liturgico, è per Siena la grande festa in onore della Madonna di Provenzano, "Advocata nostra", in onore della quale si corre nel Campo una delle due edizioni annuali del celebre Palio di Siena. Alla vigilia della festa, il pomeriggio del 1º luglio, le autorità cittadine e le Contrade, accompagnate da numerosi fedeli, vengono a rendere omaggio alla Madonna portando in solenne corteo il drappellone, ovvero il "palio", popolarmente chiamato anche "cencio", cioè il drappo di seta dipinto con l'effigie della Madonna che costituisce l'ambito premio alla contrada vincitrice. Il drappellone tornerà infatti in Provenzano la sera del 2 luglio, dopo la corsa, insieme ai contradaioli vittoriosi che vengono a ringraziare la Madonna col canto del Maria mater gratiae.
Le immagini delle Madonna di Provenzano ebbero larga diffusione devozionale per tutto il territorio senese e anche oltre. Una di queste immagini, realizzata su una formella di terracotta invetriata, era presente in una locanda di Arezzo, quando il 15 febbraio 1796 fu al centro di un evento prodigioso: la città da giorni era sconquassata da scosse di terremoto e un gruppo di fedeli, riunitisi nella locanda in preghiera davanti alla sacra immagine, la vide risplendere di un bagliore soprannaturale; il terremoto di lì a breve cessò, senza causare ingenti danni e soprattutto vittime. Da allora l'immagine è venerata col titolo di "Madonna del Conforto" ed è conservata in una cappella interna alla cattedrale. La festa della Madonna del Conforto è celebrata in Arezzo il 15 febbraio.